# Бентон (округ, Теннессі)
Шаблон:StateAbbr_ 36°04′ пн. ш. 88°04′ зх. д. / 36.07° пн. ш. 88.07° зх. д.
Округ Бентон (англ. Benton County) — округ (графство) у штаті Теннессі, США. Ідентифікатор округу 47005.

## Історія
Округ утворений 1836 року.

## Демографія
За даними перепису 2000 року загальне населення округу становило 16537 осіб, зокрема міського населення було 3724, а сільського — 12813. Серед мешканців округу чоловіків було 8006, а жінок — 8531. В окрузі було 6863 домогосподарства, 4888 родин, які мешкали в 8595 будинках. Середній розмір родини становив 2,82.
Віковий розподіл населення поданий у таблиці:
| Стать    | До 15 років | 15-21 | 22-29 | 30-39 | 40-49 | 50-65 | 65-85 | Понад 85 |
| -------- | ----------- | ----- | ----- | ----- | ----- | ----- | ----- | -------- |
| Чоловіки | 1519        | 667   | 695   | 1080  | 1166  | 1664  | 1111  | 104      |
| Жінки    | 1475        | 666   | 680   | 1108  | 1226  | 1659  | 1468  | 249      |

## Суміжні округи
- Стюарт — північний схід
- Г'юстон — північний схід
- Гамфріс — схід
- Перрі — південний схід
- Декатур — південь
- Керролл — захід
- Генрі — північний захід

## Виноски
1. ↑  U.S. Decennial Census. United States Census Bureau. Архів оригіналу за 26 квітня 2015. Процитовано 1 квітня 2015.
2. ↑  Historical Census Browser. University of Virginia Library. Архів оригіналу за 11 серпня 2012. Процитовано 1 квітня 2015.
3. ↑  Forstall, Richard L., ред. (27 березня 1995). Population of Counties by Decennial Census: 1900 to 1990. United States Census Bureau. Архів оригіналу за 21 лютого 2015. Процитовано 1 квітня 2015.
4. ↑  Census 2000 PHC-T-4. Ranking Tables for Counties: 1990 and 2000 (PDF). United States Census Bureau. 2 квітня 2001. Архів оригіналу (PDF) за 18 грудня 2014. Процитовано 1 квітня 2015.
5. ↑  State & County QuickFacts. United States Census Bureau. Архів оригіналу за 7 липня 2011. Процитовано 29 листопада 2013. [Архівовано 2011-07-04 у Wayback Machine.](англ.) Наведено за англійською вікіпедією.
6. ↑  American FactFinder. Бюро перепису населення США. Архів оригіналу за 26 лютого 2012. Процитовано 31 січня 2008. [Архівовано 2008-05-21 у Wayback Machine.]

| США | Це незавершена стаття з географії США. Ви можете допомогти проєкту, виправивши або дописавши її. |